# Brett Ratner
Brett Ratner (Miami Beach, 28 de março de 1969) é um diretor de cinema estadunidense. Ganhou fama, com os filmes O Dragão Vermelho, A Hora do Rush, A Hora do Rush 2 e X-Men: O Confronto Final. Iniciou sua carreira dirigindo videoclipes de rap e hip hop. Esteve cotado para dirigir X-Men - O Filme e quase dirigiu Superman - O Retorno, ambos dirigidos por seu amigo pessoal, Bryan Singer. Foi ardorosamente criticado em X-Men - O Confronto Final por fãs dos quadrinhos. Na televisão, além de ter dirigido o episódio piloto, Bratt Ratner é produtor da série de grande sucesso 'Prison Break'. Brett Ratner foi um grande amigo do cantor Michael Jackson, pode-se vê-los juntos no documentário exibido em 2003 Private Homes Movies.

## Filmografia
- 2014 - Hércules: As Guerras Trácias (Hércules (2014))
- 2013 - Filme 43 (Movie 43)
- 2007 - A Hora do Rush 3 (Rush Hour 3)
- 2006 - X-Men: O Confronto Final (X-Men: The Last Stand)
- 2004 - Ladrão de Diamantes (After the Sunset)
- 2002 - Dragão Vermelho (Red Dragon)
- 2001 - A Hora do Rush 2 (Rush Hour 2)
- 2000 - Um Homem de Família (The Family Man)
- 1998 - A Hora do Rush (Rush Hour)
- 1997 - Tudo por Dinheiro (Money Talks)
- 1990 - Whatever Happened to Mason Reese